# Augusto Paolo Lojudice

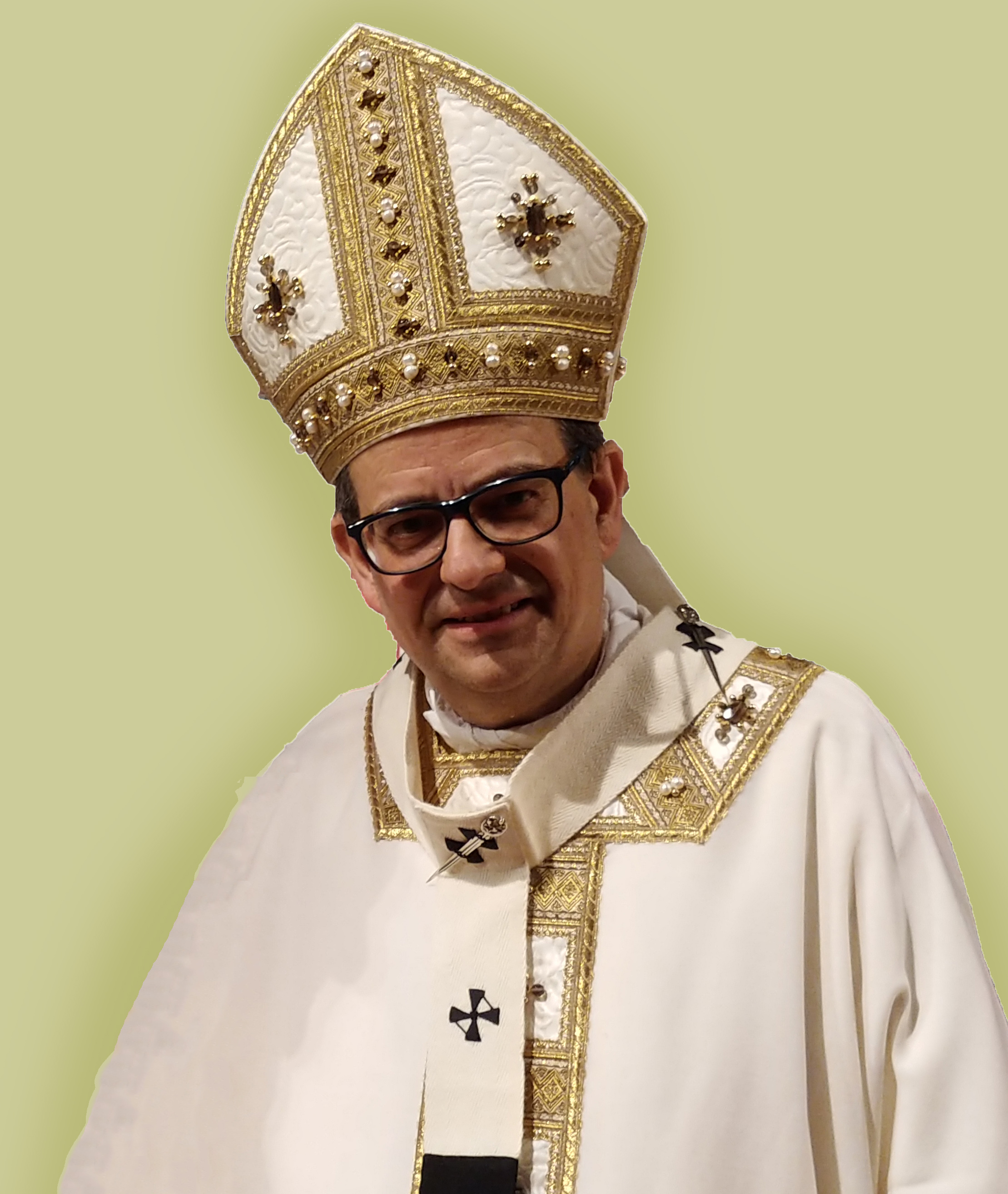
Erzbischof Augusto Paolo Lojudice (2019)

Kardinalswappen von Augusto Paolo Lojudice

Augusto Paolo Kardinal Lojudice (* 1. Juli 1964 in Rom) ist ein italienischer Geistlicher und römisch-katholischer Erzbischof von Siena-Colle di Val d’Elsa-Montalcino sowie Bischof von Montepulciano-Chiusi-Pienza.

## Leben
Augusto Paolo Lojudice trat in das Päpstliche Römische Priesterseminar ein und studierte von 1983 bis 1988 Philosophie und Theologie an der Päpstlichen Universität Gregoriana. Er erwarb ein Lizenziat in Fundamentaltheologie. Am 6. Mai 1989 empfing er das Sakrament der Priesterweihe für das Bistum Rom. Er war zunächst bis 1992 Pfarrvikar von Santa Maria del Buon Consiglio a Porta Furba und anschließend bis 1997 Pfarrvikar von San Vigilio. Von 1997 bis 2005 war er Pfarrer von Santa Maria Madre del Redentore a Tor Bella Monaca und von 2005 bis 2014 Spiritual am Päpstlichen Römischen Priesterseminar. Von 2014 bis 2015 war er Pfarrer der Pfarrei San Luca a Via Prenestina.
Am 6. März 2015 ernannte ihn Papst Franziskus zum Titularbischof von Alba Maritima und zum Weihbischof in Rom. Er empfing am 23. Mai 2015 in der Lateranbasilika von Kardinalvikar Agostino Vallini die Bischofsweihe. Mitkonsekratoren waren der Bischof von Civita Castellana, Romano Rossi, und der emeritierte Weihbischof von Rom, Paolo Schiavon.
Papst Franziskus ernannte ihn am 6. Mai 2019 zum Erzbischof von Siena-Colle di Val d’Elsa-Montalcino. Die Amtseinführung erfolgte am 16. Juni desselben Jahres. Im Konsistorium vom 28. November 2020 nahm ihn Papst Franziskus als Kardinalpriester mit der Titelkirche Santa Maria del Buon Consiglio in das Kardinalskollegium auf. Am 16. Dezember 2020 berief ihn Papst Franziskus zudem zum Mitglied der Kongregation für die Bischöfe. Die Besitzergreifung seiner Titelkirche fand am 2. Juni 2021 statt. Nach dem Tod von Papst Franziskus nahm Kardinal Lojudice am Konklave 2025 teil.
Am 21. Juli 2022 ernannte ihn Papst Franziskus unter Vereinigung des Erzbistums Siena-Colle di Val d’Elsa-Montalcino in persona episcopi mit dem Bistum Montepulciano-Chiusi-Pienza zusätzlich zum Bischof von Montepulciano-Chiusi-Pienza. Die Amtseinführung in Montepulciano fand am 3. September desselben Jahres statt.
In der italienischen Bischofskonferenz ist er Mitglied der Kommission für Migration und in der toskanischen Bischofskonferenz ist er Delegierter für Migration und für die missionarische Zusammenarbeit zwischen den Kirchen. Er war Mitglied des Dikasteriums für die Bischöfe (2020–2022).